# Subkonjunktivalno krvarenje
Subkonjunktivalno krvarenje ili hiposfagma krvarenje je pod spojnicu. Spojnica sadržava mnogo malih, krhkih krvnih žila, koje lako mogu puknuti. Kad se to dogodi, krv odlazi u prostor između spojnice i bjeloočnice.
Modrica na koži uobičajeno je crne ili plave boje, a subkonjunktivalno krvarenje se pojavljuje kao svijetlocrveno, jer se nalazi ispod prozirne spojnice. Kasnije se krvarenje može proširiti (razliti) i postati zeleno ili žuto, poput modrice. Obično nestane unutar dva tjedna. Iako pojava subkonjunktivalnog krvarenja može biti alarmantno stanje povezano s visokim krvnim tlakom ili ozljedom oka, najčešće je to bezbolno i sasvim bezopasno stanje.

## Uzroci
- Manja trauma oka
- Spontano nastajanje u sklopu povećanog venskog tlaka zbog:
  - Energično vježbanje
  - Kašljanje
  - Povraćanje
  - Diranje/širenje oka
  - Kihanje
  - Snažna vučna sila
  - Gušenje
  - Naprezanje
- Krvna diskrazija
- Teška hipertenzija
- leptospiroza
- LASIK
- antikoagulansi kao đumbir, capsaicin, ginseng, češnjak, aspirin ili Herba, ako se uzimaju u većim dozama ili kombinirani
- nesreće kod ronjenja - stezanje maske (volumen unutar maske stvara povećan tlak s povećanjem dubine)
- teška ozljeda grudnog koša koja vodi do povećanog tlaka u ekstremitetima, uključujući i povećanja tlaka okoline oka.

Subkonjunktivalno krvarenje kod novorođenčadi može biti povezano sa skorbutom (nedostatkom vitamina C), zlostavljanjem ili sindromom traumatske asfiksije.

## Liječenje i zbrinjavanje
Subkonjunktivalno krvarenje je samoograničavajuće stanje koje kod odsutnosti infekcije ili značajnije traume ne zahtjeva zbrinjavanje. Uzimanje aspirina ili ostalih nesteroidnih antireumatika, kao i svi ostali pokušaji liječenja subkonnjunktivalnog krvarenja uopće, nisu dali zadovoljavajuće rezultate.
Čest simptom subkonjunktivalnog krvarenja je lagan svrbež oka; često se taj svrbež pokušava liječiti kapima umjetnih suza ili vazokonstriktornim kapima, no rezultati takvog liječenja pokazali su se obeshrabrujućima jer takav tretman može usporiti proces oporavka.
|  | Molimo pročitajte upozorenje o korištenju medicinskih informacija. Ne provodite liječenje bez savjetovanja s liječnikom! |